# Douglas Edwards
Douglas Edwards (Ada, 14 luglio 1917 – New York, 13 ottobre 1990) è stato un conduttore televisivo e conduttore radiofonico statunitense. Condusse il primo telegiornale notturno della CBS trasmesso dal 1946 al 1962, che in seguito sarebbe stato intitolato CBS Evening News.ciao

## Riconoscimenti
- 1988: Paul White Award, Radio Television Digital News Association[1]
- 2006: National Radio Hall of Fame[2]